# Họ Hồ tiêu
Họ Hồ tiêu (danh pháp khoa học: Piperaceae) là một họ thực vật chứa trên 3.600 loài được nhóm trong 5 chi. Chúng là các loại cây thân gỗ nhỏ, cây bụi hay dây leo sống một năm hay lâu năm và phân bố rộng khắp trong khu vực nhiệt đới.
Loài được biết đến nhiều nhất có lẽ là hồ tiêu (Piper nigrum), loài được trồng nhiều nhất trong sản xuất hạt tiêu làm gia vị, mặc dù nhiều họ hàng khác của nó trong họ này cũng được dùng làm gia vị.

## Từ nguyên
Tên gọi Piperaceae có lẽ bắt nguồn từ thuật ngữ tiếng Phạn pippali, được dùng để chỉ các loại tiêu quả dài (như Piper longum).

## Phân loại
Hệ thống APG III năm 2009 công nhận họ này và gán nó vào trong bộ Piperales của nhánh không phân hạng magnoliids. Họ này bao gồm 5 chi: Piper, Peperomia, Zippelia, Manekia và Verhuellia. Chi trước đây được công nhận là Macropiper với sự phân bố ven Thái Bình Dương, gần đây đã được sáp nhập vào chi Piper.
APG hiện tại chia họ này như sau:
- Verhuellioideae Samain & Wanke: 1 chi, 3 loài tại Cuba và Hispaniola.
  - Verhuellia Miquel (bao gồm cả Mildea)
- Zippelioideae Samain & Wanke: 2 chi, 6 loài tại khu vực từ Trung Quốc tới Malesia, Trung và Nam Mỹ.
  - Zippelia Blume: 1 loài tiêu rận, tiêu gai.
  - Manekia Trelease: 5 loài.
- Piperoideae Arnott: 2 chi, khoảng 3.600 loài, trong đó Piper (~2.000 loài), Peperomia (~1.600 loài) [4]. Phân bố rộng khắp khu vực nhiệt đới.
  - Peperomia Ruiz & Pavon (bao gồm cả Piperanthera): Càng cua, tiêu màng.
  - Piper L. (bao gồm cả Anderssoniopiper, Arctottonia, Discipiper, Lepianthes, Lindeniopiper, Macropiper, Ottonia, Pleistachyopiper, Pothomorphe, Sarcorhachis, Trianaeopiper): Tiêu, trầu không, lá lốt, hàm ếch, lân hoa.

## Phát sinh chủng loài
Biểu đồ dưới đây chỉ ra mối quan hệ giữa các chi trong họ Piperaceae, dựa theo Wanke et al. (2007) được chỉ ra dưới đây. Phát sinh chủng loài này dựa trên 6000 cặp base của DNA lạp lục. Chỉ gần đây người ta mới nhận thấy rõ rằng rằng Verhuellia là chị em với nhánh chứa 4 chi còn lại trong họ.

|  | Zippelia |
|  |          |
|  | Manekia  |
|  |          |

|  | Piper     |
|  |           |
|  | Peperomia |
|  |           |

|  | Zippelia |
|  |          |
|  | Manekia  |
|  |          |

|  | Piper     |
|  |           |
|  | Peperomia |
|  |           |

|  | Zippelia |
|  |          |
|  | Manekia  |
|  |          |

|  | Piper     |
|  |           |
|  | Peperomia |
|  |           |

|  | Zippelia |
|  |          |
|  | Manekia  |
|  |          |

|  | Piper     |
|  |           |
|  | Peperomia |
|  |           |

## Đặc trưng

### Rễ và thân
Các loài trong họ này thường là có thân rễ và có thể là cây sống trên mặt đất hoặc biểu sinh. Thân hoặc là đơn hoặc phân nhánh.

### Lá
Lá đơn, mép lá nguyên, mọc ở gốc cây hay dọc thân cây, có thê mọc so le, đối hay mọc vòng. Thường có các lá kèm, cũng như có cuống. Lá thường có mùi thơm nồng đặc trưng dễ nhận thấy khi nghiền hay vò nát.

### Hoa
Cụm hoa mọc ở đầu cành, đối diện với lá hay trong nách lá. Hoa lưỡng tính, không có bao hoa, mỗi hoa đối diện với một lá bắc hình khiên. Nhị hoa 2-6, và thuộc dạng dưới bầu (nghĩa là bầu nhụy thượng), với các bao phấn 2 ngăn. Thường có 3-4 đầu nhụy đính với một nhụy mỗi hoa, thường có 1 hay 3-4 lá noãn. Bầu nhụy 1 ngăn, thượng.

### Quả và hạt
Quả giống như quả hạch, chứa một hạt mỗi quả. Hạt có phôi nhỏ, và ngoại nhũ chứa nhiều bột.